# Sukagawa
Sukagawa (japanisch 須賀川市, -shi) ist eine Stadt in zentralen Bereich der Präfektur Fukushima in Japan.

## Geographie
Sukagawa liegt nördlich von Shirakawa und südlich von Kōriyama am Fluss Arukuma-gawa.

## Geschichte
Sukagawa ernwickelte sich während der Edo-Zeit als Markt und Poststation an der alten Überlandstraße Ōshū Kaidō. Es gibt dort Fabriken für elektrische und Präzisionsmaschinerie.

## Sehenswürdigkeiten
- Center for Contemporary Graphic Art

## Geschichte
Sukagawa erhielt am 31. März 1954 Stadtrecht.

## Verkehr
- Flughafen Fukushima
- Straße:
  - Tōhoku-Autobahn: nach Tokio und Aomori
  - Nationalstraße 4: nach Tokio und Aomori
  - Nationalstraßen 118, 294
- Zug:
  - JR Tōhoku-Hauptlinie: nach Ueno und Aomori
  - JR Suigun-Linie: nach Koriyama und Mito

## Städtepartnerschaft
- Luoyang, seit 1993

## Söhne und Töchter der Stadt
- Hiroki Abe (* 1997), Langstreckenläufer
- Akira Aizawa (* 1997), Langstreckenläufer
- Aōdō Denzen (1748–1822), Maler
- Toru Shibata (* 2001), Fußballspieler
- Eiji Tsuburaya (1901–1970), Spezialist für filmische Spezialeffekte
- Kōkichi Tsuburaya (1940–1968), Langstreckenläufer

## Angrenzende Städte und Gemeinden
- Koriyama